# Marjorie Boulton
Marjorie Boulton (n. 7 mai 1924, Greater London, Anglia, Regatul Unit – d. 30 august 2017) a fost o scriitoare și o poetă britanică care a scris atât în limba engleză, cât și în esperanto. Marjorie Boulton a studiat limba și literatura engleză la Colegiul Somerville din Oxford, unde a avut ca profesori pe C.S. Lewis și J.R.R. Tolkien. Ea a fost nominalizată la Premiul Nobel pentru Literatură în 2008. Timp de 24 de ani ea a predat literatura engleză pentru formarea cadrelor didactice și (din 1962 până în 1970) a lucrat ca directoare a colegiului înainte de a se dedica complet cercetării și scrierii. Ea este o scriitoare binecunoscută în esperanto. Boulton, în ultimii săi ani de viață, a fost președinte a două organizații de esperanto, Kat-amikaro și ODES. În 1967, a fost membru al Academiei de Esperanto (Akademio de Esperanto). Marjorie Boulton a fost membru onorific al Asociației Universale de Esperanto  (UEA, Universala Esperanto-Asocio)

## Legături externe
- Materiale media legate de Marjorie Boulton la Wikimedia Commons
- Citate legate de Marjorie Boulton la Wikicitat

## Vezi și
- Literatură în esperanto